# Moguila Mechetna

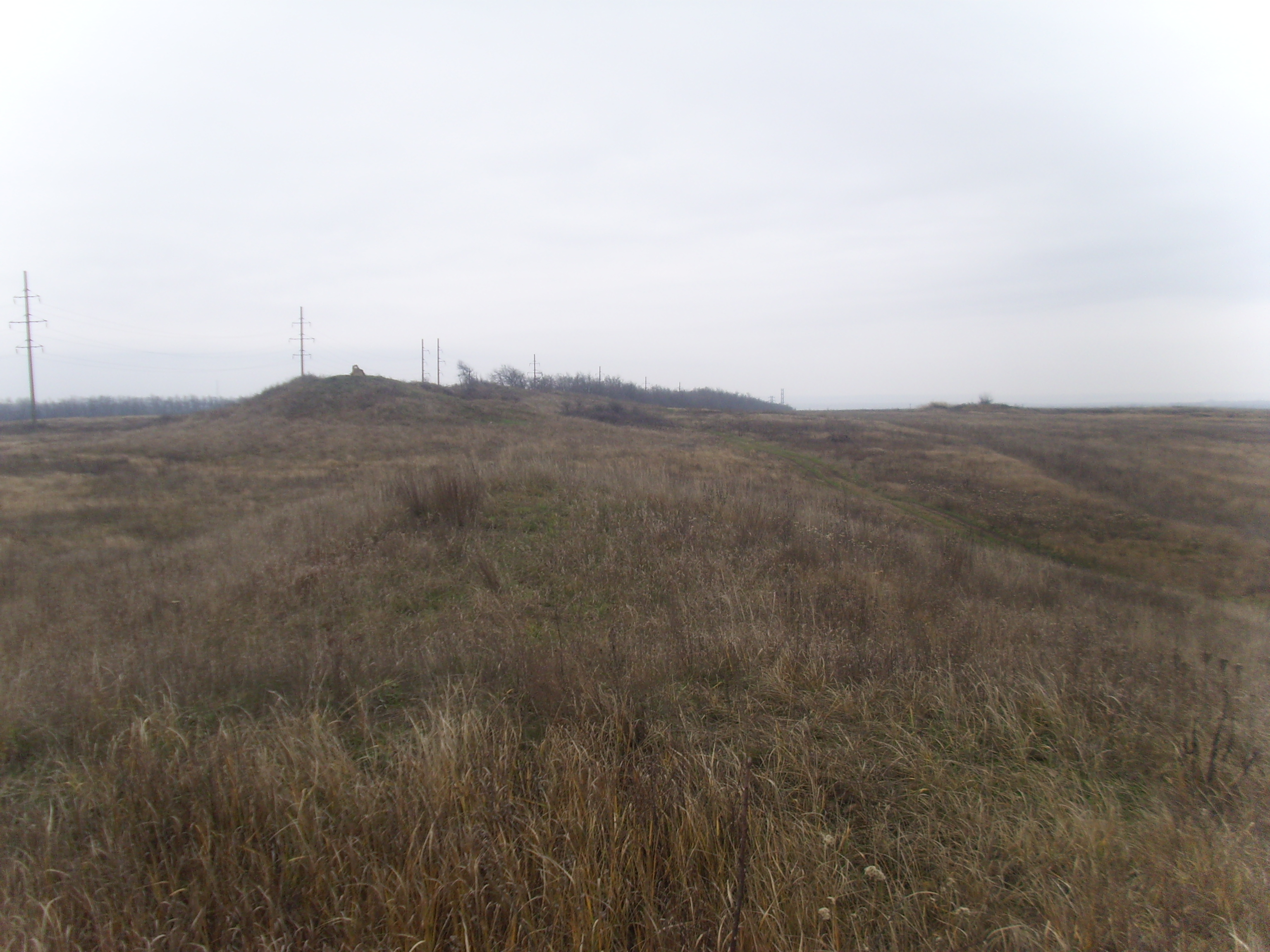
Grupo de kurganes en Moguila Mechetna.

Moguila Mechetna o Moguila Mechétnaya (en ucraniano: Могила Мечетна, en ruso: Могила Мечетная) es una elevación del terreno (que engloba por seis túmulos o kurganes catalogados arqueológicamente), la más alta de la cordillera de Donets y de todo el margen izquierdo de Ucrania. Está situada cerca de Petrovo-Krasnosilia en el óblast de Lugansk de Ucrania. La cordillera de Donets es una antigua estructura fuertemente erosionada y quebrada con ricos yacimientos minerales y es divisoria de aguas entre el Dniéper y el Don.
Esta cota, la mayor del Donbás, no es una elevación remarcable dado el relieve de los alrededores, sin embargo es el lugar con mayor precipitación anual del óblast de Lugansk (550 m), y la capa de nieve es más gruesa y más duradera que en otros lugares de la cordillera.
Como paso o puerto entre ambas vertientes de la montaña se usa la carretera que une Ivánivka con Perevalsk a través de Petrovo-Krasnosilia. Sobre la elevación hay varios grupos de túmulos funerarios o kurganes de entre el IV y el I milenio antes de nuestra era.